# Bohušov (Blovice)
Bohušov (do roku 1923 Boušov, německy Bauschen) je část města Blovice v okrese Plzeň-jih. Nachází se na východě Blovic. Bohušov leží v katastrálních územích Blovice o výměře 10,16 km² a Hradiště u Blovic o výměře 4,53 km².

## Název
Jméno bylo pravděpodobně odvozeno od příjmení prvního významného usedlíka či zakladatele vesnice "Bouše" nebo "Bauše", případně od jména "Bohuslav".

## Historie
První písemná zmínka o vesnici pochází z roku 1720.

## Obyvatelstvo
| Rok            | 1869 | 1880 | 1890 | 1900 | 1910 | 1921 | 1930 | 1950 | 1961 | 1970 | 1980 | 1991 | 2001 | 2011 | 2021 |
| -------------- | ---- | ---- | ---- | ---- | ---- | ---- | ---- | ---- | ---- | ---- | ---- | ---- | ---- | ---- | ---- |
| Počet obyvatel | 213  | 111  | 112  | 115  | 124  | 124  | 176  | 105  | 194  | 104  | 182  | 88   | 77   | 52   | 41   |
| Počet domů     | 28   | 24   | 22   | 18   | 21   | 23   | 31   | 31   | 31   | 27   | 58   | 48   | 46   | 31   | 30   |

## Obecní správa
Při sčítání lidu v letech 1850–1959 Bohušov byl osadou obce Hradiště, se kterým patřil nejprve do okresu Plzeň, ale v roce 1950 v okrese Blovice. Od roku 1960 je částí města Blovice v okrese Plzeň-jih.

## Pamětihodnosti
- Socha Archanděla Michaela
- Sousoší Ukřižování